# 中间偃麦草
中间偃麦草（学名：Elytrigia intermedia）为禾本科偃麦草属下的一个种，是一種多年生的穀物。其种加词“intermedia”意为“中间的”。
现接受名为Thinopyrum intermedium (Host) Barkworth & D.R.Dewey, 1985。

## 特徵
這種顆粒的特徵在於其邊緣非常緊密，不比其茎更厚。

## 分佈
該物種在地中海和歐洲的西伯利亞氣候的沼澤中生長。在北美洲也見本物種的踪影。
在以色列的土地上，物種主要生長在地中海地區 - 主要在黑门山的斜坡上，也見於上加利利但罕見。

## 用途
本物種現時製作麵包和淡啤酒。